# Anticoncepción masculina térmica
Los métodos de anticoncepción térmica masculina (AMT) basan su efectividad en la alteración de la función termorreguladora del escroto. El escroto mantiene los testículos a una temperatura ligeramente inferior a la del resto del cuerpo, condición necesaria para la espermatogénesis.
La fertilidad masculina puede verse afectada cuando esta función termorreguladora se altera por factores como el uso de ropa interior ajustada, la exposición a altas temperaturas ambientales o la presencia de fiebre. El aumento de la temperatura testicular puede afectar negativamente la producción y calidad de los espermatozoides, reduciendo así la fertilidad.

## Historia
Desde la antigüedad se conoce el efecto perjudicial del calor en la fertilidad masculina. Sin embargo, fue en el siglo XIX cuando la comunidad científica comenzó a investigar este fenómeno de manera más sistemática.
En la década de 1930, la física Marthe Voegeli exploró el papel del calor en la esterilización masculina. Sus experimentos demostraron que la exposición de los testículos a altas temperaturas mediante baños calientes afectaba negativamente la espermatogénesis, reduciendo la concentración de espermatozoides hasta niveles considerados como infertilidad. Voegeli es considerada la primera científica en popularizar este método alternativo de anticoncepción masculina.
La termodependencia de la espermatogénesis fue confirmada en estudios posteriores realizados entre 1950 y 1970 por los doctores Watanabe y Robinson.
Inicialmente, se estudió el efecto de la temperatura mediante procesos externos como baños calientes o saunas con temperaturas superiores a 40 °C durante cortos períodos de exposición.
Se identificaron antecedentes de problemas de descenso testicular (criptorquidia) o prácticas profesionales que conducen a una temperatura escrotal elevada, e incluso la fiebre, como factores que disminuyen la fertilidad. También se realizaron estudios con la exposición diaria de los testículos a temperaturas cercanas a la corporal (alrededor de 37 °C).

## Principio

La producción de esperma se puede alterar con el aumento de la temperatura, este enfoque busca afectar la producción de esperma a través de esa dimensión.

Es importante destacar que ninguno de los métodos AMT protege contra las enfermedades de transmisión sexual.
La producción de esperma se puede alterar con el aumento de la temperatura testicular. Los métodos térmicos elevan la temperatura de los testículos para disminuir la producción de esperma. Los espermatozoides se producen a una temperatura ligeramente inferior a la del cuerpo, aproximadamente entre 1 y 2 °C por debajo de los 37 °C.
El músculo cremaster recubre los testículos y funciona de manera involuntaria para regular su temperatura. Cuando la temperatura corporal aumenta, el cremaster baja los testículos, y cuando la temperatura baja, los eleva. Este mecanismo ayuda a mantener la temperatura testicular unos grados por debajo de la corporal, lo que favorece una espermatogénesis óptima. 
Además de la disminución en la producción, el aumento de la temperatura testicular también puede afectar la movilidad y la morfología de los espermatozoides producidos. 
Se ha sugerido que la exposición a altas temperaturas (47 °C) puede afectar la fertilidad durante varios meses.

## Eficacia
Los métodos térmicos no suelen causar azoospermia (ausencia de espermatozoides), sino una reducción en el número de espermatozoides en el esperma hasta niveles por debajo del umbral anticonceptivo considerado eficaz.
En 2007, se definió este umbral en 1 millón de espermatozoides/mililitro de eyaculado para la anticoncepción masculina térmica, química y hormonal.
El método de criptorquidia artificial (ascenso testicular mediante un dispositivo) es el que ha sido probado en un número suficiente de voluntarios para establecer su eficacia. En estudios clínicos, 50 parejas fueron seguidas durante 537 ciclos de embarazo, y solo se observó un embarazo después de un uso incorrecto de la técnica. Por lo tanto, el Índice de Pearl sería inferior a 0,5, lo que sugiere que esta anticoncepción puede considerarse efectiva según los estándares de la Organización Mundial de la Salud (OMS).

## Efectos indeseables
La exposición a temperaturas superiores a 45 °C puede provocar la coagulación de las proteínas intracelulares en las células vivas. Sin embargo, exposiciones cortas a temperaturas superiores a 41 °C, como las utilizadas en estudios científicos con baños calientes, pueden ser toleradas.
La exposición prolongada a temperaturas cercanas a la corporal (37 °C), como en el caso de la criptorquidia artificial o el aislamiento térmico de los testículos, puede reducir la espermatogénesis durante largos períodos (hasta 4 años consecutivos). En algunos casos, se ha observado una ligera disminución en el tamaño de los testículos durante el período anticonceptivo. No se ha demostrado un aumento del riesgo de torsión testicular.
Se ha observado que la calidad nuclear de los espermatozoides puede verse alterada durante la fase de inhibición de la espermatogénesis, pero este efecto es reversible en los 3 meses posteriores a la interrupción de la práctica de la criptorquidia artificial. Por lo tanto, se recomienda tener en cuenta este posible efecto al usar métodos anticonceptivos térmicos, tanto durante la fase de inhibición como durante los 3 meses posteriores a la finalización del tratamiento.

## Métodos

### Baños calientes
La exposición diaria a baños calientes con temperaturas entre 38 °C y 46 °C (superiores a la temperatura corporal normal de 37 °C) durante varios meses puede reducir el número de espermatozoides.     

### Criptorquidia artificial
La criptorquidia artificial, también conocida como anticoncepción térmica masculina por sujeción testicular, es un método sencillo que consiste en calentar los testículos utilizando el calor corporal, manteniéndolos en la bolsa inguinal durante varias horas al día. Esto reduce la producción de espermatozoides por debajo del umbral anticonceptivo de 1 millón/ml.  
Aunque el conocimiento de la termodependencia de la espermatogénesis se remonta a 1941, no fue hasta 1991 cuando se publicó el primer estudio que informaba sobre el efecto anticonceptivo del calor en humanos. Los andrólogos Roger Mieusset y Jean-Claude Soufir fueron los primeros en obtener resultados con el método de la criptorquidia artificial (testículos mantenidos dentro de la bolsa inguinal) mediante el uso de dispositivos adaptados.

### Aislamiento térmico del testículo
El aislamiento térmico del testículo es un método quirúrgico que implica mantener los testículos dentro de la bolsa inguinal. Este procedimiento tiene como objetivo alterar la función termorreguladora natural del escroto, con el fin de afectar negativamente la producción de esperma. Los testículos producen espermatozoides óptimamente a temperaturas ligeramente inferiores a la temperatura corporal (37 °C), por lo que elevar esta temperatura puede reducir significativamente su capacidad reproductiva.
El procedimiento quirúrgico para el aislamiento térmico del testículo se realiza con el propósito específico de acercar los testículos al cuerpo y así aumentar su temperatura. Esto resulta en una disminución notable en el número y calidad de los espermatozoides producidos, hasta niveles por debajo del umbral anticonceptivo (menos de 1 millón por mililitro). Debido a esta reducción, las posibilidades de fertilización se ven considerablemente disminuidas.
Aunque este método puede ser efectivo como anticonceptivo temporal, también ha demostrado ser reversible una vez cesada su aplicación. Sin embargo, durante el período activo pueden observarse cambios en las características morfológicas y movilidad de los espermatozoides producidos. Es importante destacar que este método no ofrece protección contra enfermedades transmitidas sexualmente y requiere intervención quirúrgica para implementarlo.

### Accesorios de calefacción
Se están considerando diversas técnicas, como una bolsa aislante con elementos calefactores en contacto con el escroto y conectada a una unidad de programación a la talla.
El uso diario durante tres meses de un calzoncillo calentador, que presiona los testículos contra el cuerpo, puede elevar la temperatura testicular en 2 °C y ralentizar la producción de espermatozoides hasta alcanzar temporalmente el umbral anticonceptivo de un millón por mililitro de esperma (en comparación con los 15 millones de media). Los usuarios deben realizar análisis antes y después del uso para verificar el recuento de espermatozoides. En 2019, LCI informó que "alrededor de veinte hombres están usando esta ropa anticonceptiva en Francia". Este método es prescrito por el doctor Mieusset en el Hospital Universitario Centro de Toulouse. No se comercializa ampliamente y una fabricación deficiente puede causar molestias o irritación.
Un anillo de silicona es otro accesorio posible, disponible para su compra en Internet por unas pocas decenas de euros. Fue inventado y patentado por Maxime Labrit, un enfermero francés.

### Ultrasonidos
Se está probando un método que utiliza ultrasonidos. Este consiste en la aplicación de ondas sonoras de alta frecuencia a los tejidos, que absorben la energía en forma de calor. La base de este método es la idea de que la exposición temporal al calor testicular puede interrumpir la producción de espermatozoides, lo que lleva a una infertilidad temporal de aproximadamente seis meses. Además, los ultrasonidos pueden afectar las tasas de absorción celular de iones, lo que podría crear un ambiente desfavorable para la espermatogénesis. Debido a su efecto altamente localizado en los tejidos, el ultrasonido es un candidato interesante para la investigación, pero hasta ahora los estudios se han realizado solo en animales, como perros.